# Cadillac Calais
La Calais è un'autovettura full-size di lusso prodotta dalla Cadillac dal 1965 al 1976.

## Storia e caratteristiche del modello
Il modello nacque nel 1965 come ridenominazione della Serie 62. Il termine Calais derivava dall'omonima cittadina francese ubicata sul punto più stretto del canale della Manica, di fronte alle scogliere di Dover.
Era disponibile in versione hard-top due o quattro porte, oltre che come berlina a quattro porte con tetto convenzionale ed in versione coupé. La berlina era in sostanza un ibrido, dato che aveva finestrini senza cornici del tipo di quelli montati sulle versioni con hard-top, ma con un montante centrale tra essi. Con l'eccezione di non essere offerta anche come cabriolet, la Calais era in sostanza la copia meno costosa e meno equipaggiata della De Ville. Il modello era basato sul pianale C della General Motors. Il motore era anteriore, mentre la trazione era posteriore.
Le differenze principali tra la Calais e la De Ville erano nell'allestimento e nell'equipaggiamento. Mentre la De Ville possedeva di serie i vetri elettrici ed i sedili regolabili elettricamente, sulla Calais l'apertura dei finestrini era manuale. Su quest'ultima, i vetri elettrici erano offerti come optional a 119 dollari. Allo stesso tempo, la radio e l'aria condizionata erano offerte come optional, rispettivamente, a 165 e 495 dollari. Nel 1966 i poggiatesta diventarono un optional, insieme ai sedili anteriori riscaldabili. Diventò un optional anche il piantone dello sterzo ad assorbimento di energia. I lavacristalli del parabrezza erano però offerti di serie.
I sedili e gli interni in pelle, ed il tettuccio in vinile erano disponibili sulla De Ville, ma non sulla Calais, sebbene fosse possibile avere su quest'ultima gli interni di livello elevato che erano offerti anche sulla Buick Electra e sull'Oldsmobile 98. Un altro optional disponibile sulla Calais era la verniciatura firemist, che era un tipo di tintura utilizzato dalla Cadillac in quegli anni, e che era in sostanza una vernice metallizzata con una concentrazione più alta di scaglie di metallo, che rendevano ancora più "metallico" l'effetto visivo. I modelli al top della gamma della Buick e della Oldsmobile condividevano il pianale C della General Motors con la Cadillac. Quest'ultima, sempre leader della tecnologia nella gamma General Motors, offriva molte opzioni presenti della De Ville anche sulla Calais, tra cui il dispositivo "GuideMatic" per la gestione automatica degli abbaglianti. Nel 1965, il cambio automatico "Turbo-Hydramatic" a tre rapporti, disponibile nel 1964 sulla De Ville ma non sulla Serie 62, venne installato di serie su tutta la gamma Cadillac, Calais compresa. Il motore V8 da 7 L di cilindrata rimase il propulsore montato di serie.
Il prezzo della Cadillac Calais fu inizialmente di quasi 5.000 dollari, quindi quasi 1.000 dollari in più della Electra 225 e dell'Oldsmobile 98.
Come tutte le altre Cadillac, anche la Calais ebbe in dotazione dal 1968 il motore V8 da 7,7 L.
La Calais fu offerta in due serie; la prima fu in produzione dal 1965 al 1970, mentre la seconda dal 1971 al 1976. Entrambe vennero assemblate a Detroit, nel Michigan, mentre la seconda venne prodotta anche a Linden, nel New Jersey.
I nuovi corpi vettura General Motors del 1971, con 64,3 pollici di spazio per le spalle sui sedili anteriori (62,1 sulle Cadillac) e 63,4 pollici di spazio per le spalle sui sedili posteriori (64 sulle Cadillac), stabilirono il record di larghezza dei modelli General Motors, che fu battuto da autovetture del gruppo solo negli anni novanta.
Nel 1975 il passo fu allungato a 3.289 mm a 3.302 mm. Lo stesso anno fu disponibile il nuovo motore da 8,2 L di cilindrata. Il 1976 fu l'ultimo anno di commercializzazione della Calais.